# 오승은 (배우)
오승은(본명: 안진옥, 1979년 2월 8일 ~ )은 대한민국의 배우이다. 2000년 SBS 시트콤 《골뱅이》를 통해 데뷔했다. 영화 《두사부일체》에서 여주인공 이윤주 역으로 이름이 알려졌다.

## 학력
- 단국대학교 연극영화과

## 결혼과 이혼
- 2008년 9월 28일 6살 연상의 사업가 박인규와 결혼했으나, 2014년 5월 성격 차이로[1] 결혼 6년만에 이혼했음이 소속사를 통해서 알려졌다.

## 주요 출연작

### 드라마, 시트콤
| 연도 | 방송사      | 제목                  | 역할          | 비고     |
| ---- | ----------- | --------------------- | ------------- | -------- |
| 2000 | SBS         | @골뱅이               | 오주희        |          |
| 2002 | SBS         | 명랑소녀 성공기       | 진주          |          |
| 2003 | MBC         | 눈사람                | 김상희        |          |
| 2003 | MBC         | 논스톱 4              | 오승은        |          |
| 2005 | MBC         | 김약국의 딸들         | 용란          |          |
| 2007 | OCN Thrills | 도시괴담 데자뷰 시즌2 | 혜영          |          |
| 2008 | KBS1        | 큰 언니               | 인수          |          |
| 2013 | KBS1        | 지성이면 감천         | 오영아        |          |
| 2019 | MBC         | 더 뱅커               | 진선미        | 특별출연 |
| 2019 | MBN         | 우아한 가             | 최나리        |          |
| 2020 | TV조선      | 학교기담 - 응보       |               | 웹드라마 |
| 2021 | 채널A       | 쇼윈도: 여왕의 집     | 크리스티나 정 |          |

### 영화
| 연도   | 제목           | 역할      | 비고     |
| ------ | -------------- | --------- | -------- |
| 2020년 | 《프리즈너》   | 의사 역   |          |
| 2007년 | 《천년학》     | 단심 역   |          |
| 2003년 | 《하늘정원》   | 이민희 역 | 특별출연 |
| 2001년 | 《두사부일체》 | 이윤주 역 |          |
| 2000년 | 《진실게임》   | 반장 역   |          |

### 예능
| 연도   | 방송사       | 프로그램                     | 비고                         |
| ------ | ------------ | ---------------------------- | ---------------------------- |
| 2020년 | SBS          | 불타는 청춘                  | 252회 출연                   |
| 2019년 | KBS 2TV      | 《배틀 트립》                | 132회 출연                   |
| 2017년 | tvN          | 수상한 가수                  | 사비                         |
| 2016년 | MBC          | 《미스터리 음악쇼 복면가왕》 | 맑은 소리 고운 소리 실로폰   |
| 2007년 | MBC 에브리원 | 《무한걸스》                 | 정규 편성 출연자(1회 ~ 25회) |
| 2002년 | MBC          | 《강호동의 천생연분》        | 김창렬과 함께 13대 퀸카      |